# Bernhard Schlagheck
Bernhard Stephan Schlagheck (* 3. September 1956 in Mönchengladbach) ist ein deutscher Diplomat im Ruhestand. Er war zuletzt von August 2019 bis Mitte 2022 Botschafter in Pakistan. Vorher war er Botschafter in Nigeria.

## Leben
Schlagheck studierte nach dem Abitur Rechtswissenschaft und Volkswirtschaftslehre. Nach Ende des Studiums arbeitete er einige Jahre bei der Deutschen Bank in Frankfurt am Main und New York.

## Laufbahn
1988 trat Schlagheck in den Auswärtigen Dienst ein und absolvierte bis 1989 den Vorbereitungsdienst für den höheren Auswärtigen Dienst. Nach einer ersten Verwendung im Auswärtigen Amt (unter anderem als Redenschreiber für den damaligen Außenminister Hans-Dietrich Genscher) ging er 1991 als ständiger Vertreter des Botschafters nach Kuwait. 1993 wechselte er an die Ständige Vertretung der Bundesrepublik Deutschland bei der NATO in Brüssel. Es folgte von 1996 bis 1999 eine Tätigkeit als Berater des Präsidenten der Parlamentarischen Versammlung des Europäischen Rates und von 1999 bis 2001 ein Einsatz als Politischer Berater an der Botschaft Moskau.
Von 2001 bis 2004 leitete Schlagheck das Referat Europarat, Ostseerat, Schweiz, Norwegen, Island und Liechtenstein im Auswärtigen Amt. Zwischen 2004 und 2007 war er für die Vereinten Nationen tätig, zunächst als stellvertretender Leiter der Politischen Abteilung bei der VN Mission im Kosovo (UNMIK) und ab 2006 als Stabschef beim VN-Sondergesandten für den Statusprozess in Kosovo (UNOSEK) in Wien.
Es folgten Aufgaben im Auswärtigen Amt, zunächst im Planungsstab und ab August 2008 als Leiter des NATO-Referats in der Politischen Abteilung. Die nächste Verwendung führte Schlagheck 2010 als ständigen Vertreter des Leiters an die Vertretung beim Heiligen Stuhl in Rom, von 2012 bis 2014 leitete er das Büro der Staatssekretäre und von 2014 bis 2016 war er Beauftragter für Technologie und Exportkontrolle in der Wirtschaftsabteilung des Auswärtigen Amtes.
Im Sommer 2016 wurde er zum Botschafter in Abuja, Nigeria ernannt. Von August 2019 bis Mitte 2022 war er Botschafter in Islamabad, Pakistan.